# Sainte-Perpétue (Nicolet-Yamaska)
Pour les articles homonymes, voir Sainte-Perpétue.
Sainte-Perpétue est une municipalité de paroisse du Québec située dans la municipalité régionale de comté de Nicolet-Yamaska et dans la région administrative du Centre-du-Québec. Le village est aussi appelé «St-Per» («Saint-Per») par les habitants du village et de la région. Elle est nommée en l'honneur de sainte Perpétue, une des premières martyres africaines au IIIe siècle (en 203).
Sainte-Perpétue est une communauté agricole. Elle est à 12 km au nord-ouest de Notre-Dame-du-Bon-Conseil, par la route 259. L'un de ses attraits touristiques majeurs est le Festival du cochon.

## Histoire
Le premier colon, François Houle, y arrive en 1853. On érige canoniquement la paroisse de Sainte-Perpétue le 6 septembre 1866. On y construit l'année suivante une chapelle en bois. La municipalité de la paroisse de Sainte-Perpétue est constituée le 9 mars 1878.

## Géographie
La rivière Nicolet Sud-Ouest délimite le sud-ouest de la municipalité en coulant vers le nord-ouest.
La rivière Lafont en traverse le sud en coulant vers le sud-ouest jusqu'à sa confluence avec la rivière Nicolet Sud-Ouest.
À partir de son crénon, à l'est de l'agglomération, la rivière Carmel coule vers le nord-ouest.

## Démographie
| 1991  | 1996  | 2001 | 2006 | 2011 | 2016 | 2021 |
| ----- | ----- | ---- | ---- | ---- | ---- | ---- |
| 1 013 | 1 024 | 993  | 959  | 983  | 959  | 916  |

## Administration
Les élections municipales se font en bloc pour le maire et les six conseillers.
| Sainte-Perpétue Maires depuis 2001                                                                                   |              |         |          |
| Élection | Maire        | Qualité | Résultat |
| 2001 | Line Théroux |         | Voir     |
| 2005 | Line Théroux | Voir    |          |
| 2009 | Line Théroux | Voir    |          |
| 2013 | Line Théroux | Voir    |          |
| 2017 | Guy Dupuis   |         | Voir     |
| 2021 | Guy Dupuis   | Voir    |          |
| Élection partielle en italique Depuis 2005, les élections sont simultanées dans toutes les municipalités québécoises |              |         |          |

## Festival du cochon de Sainte-Perpétue
Le Festival du cochon de Sainte-Perpétue est un événement annuel organisé depuis 1978 en l’honneur de l’Abattoir Ouellet, la plus grande industrie spécialisée dans l’abattage du porc opérant dans la région à l’époque. Le festival est devenu rapidement populaire par la création de sa Course nationale du cochon graissé. En 2003, il accueillait près de 50 000 personnes.
Un prélude au festival avec spectacles est tenu annuellement au mois de juin. Au fil des ans, les organisateurs ont développé de nouveaux thèmes reliés au cochon. Un volet alimentaire apparut en 2001, les sangliers font maintenant partie de la fête et des spectacles de musique contribuent à la popularité de l’événement.